# Гідротехнічний тунель

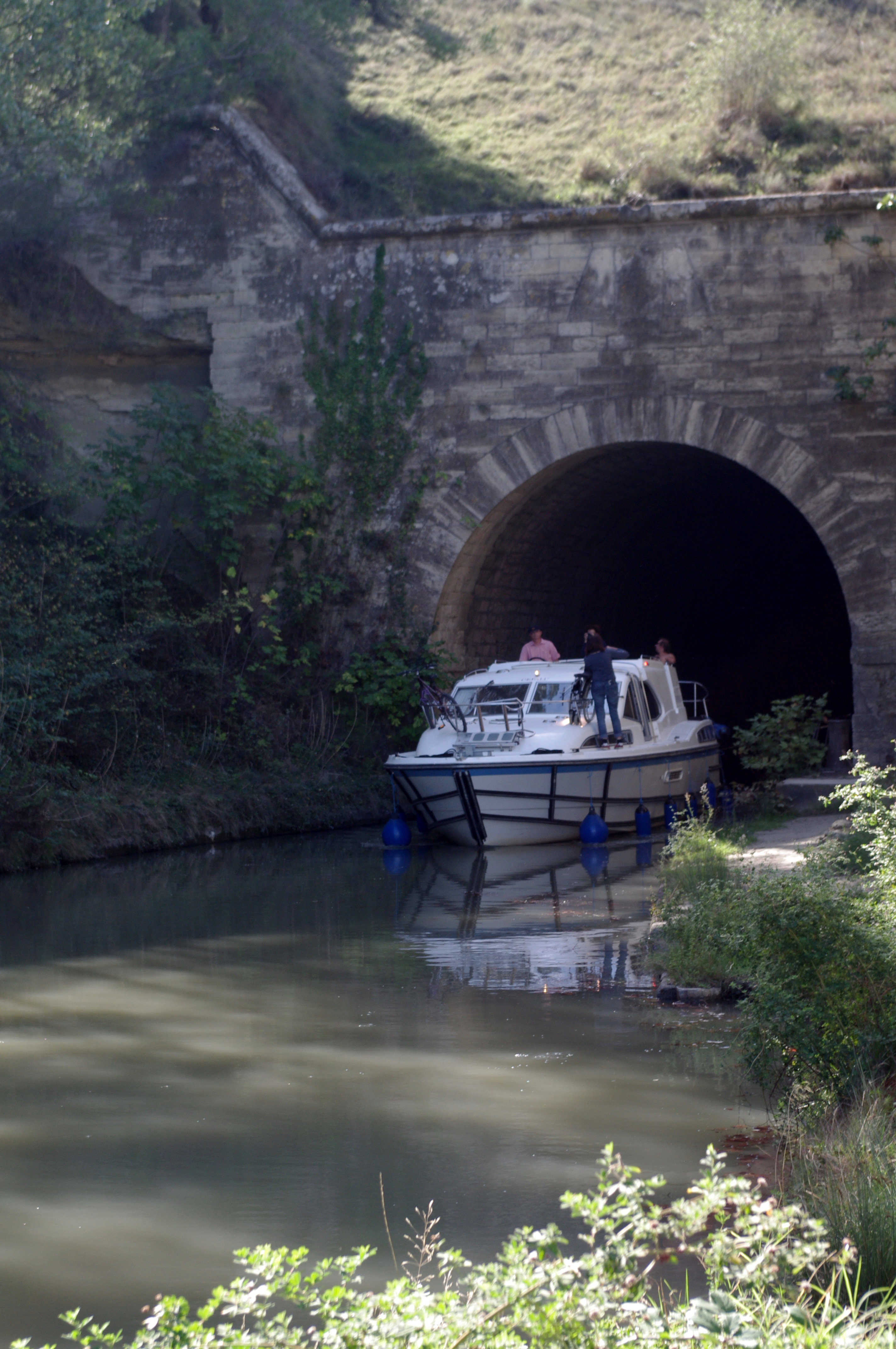
Судноплавний канал-тунель

Гідротехні́чний ту́нель (англ. hydraulic tunnel) — підземний тунель з безнапірним або напірним рухом води; різновид водоводу, улаштований в земній корі без розтину маси ґрунту, що лежить над ним.
Гідротехнічні тунелі споруджуються в разі глибокого залягання водоводу, коли відкрита виїмка ґрунту є економічно недоцільною або коли траса відкритого водоводу повинна пролягати по крутих зсувних схилах чи густонаселеній забудованій території.

## Класифікація
Розрізняють гідротехнічні тунелі за основним призначенням:
- енергетичні (дериваційні) (англ. hydroelectric tunnel), якими підводять воду до ГЕС або відводять її від підземної машинної зали у нижній б'єф;
- зрошувальні;
- водопровідні;
- судноплавні;
- лісосплавні;
- водоскидні — для видалення надлишків води з водосховищ;
- будівельні — для тимчасового відведення води при спорудженні гідровузлів;
- комплексні (комбіновані), які задовольняють потреби різних водногосподарських цілей.

Форми і розміри перетину гідротехнічних тунелів обирають залежно від характеру руху води, виду навколишніх гірських порід і значень вертикального і бічного гірського тиску. Найпоширенішими формами перетинів безнапірних тунелів є овальні, прямокутні, ночвоподібні, підковоподібні; напірних — круглі.
Підвідний енергетичний гідротехнічний тунель виконується напірним при великих коливаннях рівня водосховища і витрат води, коли пристрій глибинного водозабору при напірному режимі покращує умови експлуатації гідровузла тощо.
Відвідний енергетичний гідротехнічний тунель (при підземному розташуванні машинного залу ГЕС) зазвичай безнапірний, а при значних коливаннях нижнього б'єфа — напірний, із зрівняльним резервуаром для забезпечення нормальної роботи турбін. У водоскидних і будівельних гідротехнічних тунелях допускається напірний режим на вертикальних і похилих ділянках і безнапірний — на горизонтальній ділянці скидання.

## Конструктивні особливості
Основним конструктивним елементом у перетині гідротехнічного тунелю є вид і товщина оправи. Вона забезпечує водонепроникність стінок тунелю і захист виробок від обвалів і деформації порід, зменшує шорсткість стінок. Оправи можуть бути бетонними й залізобетонними (монолітними або збірними) та металевими (для напірних конструкцій).
Безнапірні гідротехнічні тунелі, що проходять в монолітних скельних гірських породах, залишають неоправленими. Напірні гідротехнічні тунелі за аналогічних умов не оправляють при глибині закладення їх під рівнинною поверхнею не меншою за половину внутрішнього напору, а поблизу схилів — при відстані від них (по горизонталі) не менше величини повного внутрішнього напору. Для збереження природних несучих і водотривких властивостей скельних порід і зменшення шорсткості внутрішньої поверхні проходка гідротехнічних тунелів без оправлення ведеться із застосуванням контурного вибухового підривання.
Для поліпшення гідравлічних характеристик гідротехнічного тунелю і зміцнення окремих ділянок тунелю, пройденого без оправлення у породах схильних до вивітрювання або водопроникнення, створюють вирівнювальні оправи з бетону або набризк-бетону, іноді з анкерним кріпленням. У напірних гідротехнічних тунелях застосовують одношарові монолітні оправи з бетону, набризк-бетону, армованого набризк-бетону з анкерним кріпленням, залізобетону; а у складних інженерно-геологічних умовах споруджують двошарові оправи із зовнішнім монолітним або збірним кільцем з бетону або залізобетону і внутрішньої сталевою оболонкою. В гідротехнічних тунелях з несучою оправою проводиться заповнювальне цементування простору між оправою і породою, в напірних гідротехнічних тунелях — також укріплювальне цементування. У практиці сучасного будівництва при спорудженні високонапірних гідротехнічних тунелів у скельних гірських породах широко застосовується попередньо напружена бетонна оправа, яка значно зменшує фільтраційні втрати води з гідротехнічних тунелів і підвищує здатність конструкції протистояти внутрішньому тиску
В гірських районах гідротехнічні тунелі крупних високонапірних гідровузлів незрідка облаштовують (за висотою) у декілька ярусів, утворюючи єдиний комплекс підземних гідротехнічних споруд, сполучених допоміжними тунелями для сполучення з підземними машинними залами гідроелектростанцій, залами управління гідротехнічними затворами, з вентиляційними і аераційними шахтами тощо.
Трасу гідротехнічного тунелю зазвичай обирають на основі економічного порівняння декількох варіантів з врахуванням геологічної обстановки і умов провадження робіт (проходки).
Проліт або діаметр гідротехнічних тунелів на просвіт, встановлений розрахунковим шляхом, приймається закругленим в інтервалах від 2 до 6 м (через 0,5 м) та від 6 до 15 м (через 1 м). Висота повітряного простору над рівнем води в безнапірних гідротехнічних тунелях при усталеному русі повинна бути не меншою за 0,1 від висоти тунелю у світлі, але не меншою від 40 см; при неусталеному русі ця величина визначається в результаті лабораторних досліджень. Геометричний ухил напірних гідротехнічних тунелів повинен забезпечувати запас тиску п'єзометричної лінії не менше 2 м вище від склепіння по всій довжині тунелю, а при наявності двокамерної зрівняльної шахти в кінці тунелю — такий же запас тиску відносно нижньої камери.
Будівництво гідротехнічних тунелів проводять гірничими способами, застосовують також тунельні бурильні машини. Кріплення виробок при проходці виконується дерев'яними або металевими елементами, набризк-бетоном, металевим або залізобетонним анкерним гірничим кріпленням.